# Коефіцієнт впливовості
Коефіціє́нт впливо́вості, імпакт-фактор (англ. impact-factor) — коефіцієнт співвідношення цитування наукових журналів. 

## Загальний опис
Часто використовують як оцінку важливості журналу в певній галузі. Розроблений у 1975 році для бази даних «Journal Citation Reports», є зареєстрованою торговою маркою компанії «Інститут наукової інформації», яка є власністю компанії «Clarivate Analytics».
Обчислення імпакт-фактору відбувається лише за базою даних «Journal Citation Reports», інші наукометричні коефіцієнти, які розраховуються за різними базами, наприклад, Google Scholar чи Scopus, будуть мати інші значення.

## Обчислення
Коефіцієнт впливовості обчислюється за 3 роки та 5 років. Його можна розглядати як усереднене співвідношення кількості цитувань статей в журналі протягом поточного року, до загальної кількості статей надрукованих в цьому журналі за попередні два роки. Наприклад, коефіцієнт впливовості журналу за 2003 рік буде обчислено так:
2003коефіцієнт впливовості = A/B,
де A = кількість цитувань статей надрукованих протягом 2001 — 2002 рр. в журналах за 2003 рік; B = загальна кількість «статей, на які можна посилатись» (зазвичай статті, доповіді з конференцій, огляди, замітки; але не редакторські колонки, листи від читачів) надрукованих протягом 2001 — 2002 рр.
(Коефіцієнт впливовості за 2003 рік буде встановлено вже у 2004 році, оскільки його буде обчислено після отримання всіх матеріалів за 2003 рік.)

## Приклади
Спрощено, КВ можна сприймати так: якщо, в середньому, кожна надрукована стаття була процитована один раз, то журнал матиме КВ рівний 1.
Інший приклад: для хімічного журналу «Tetrahedron» значення 2.8 означає, що за 2007 рік статті 2006 та 2005 років цитувались в середньому трохи менше ніж тричі.
|    | ISI Impact Factor | ISI Impact Factor               | PageRank | PageRank                                 | Combined | Combined                        |
| -- | ----------------- | ------------------------------- | -------- | ---------------------------------------- | -------- | ------------------------------- |
| 1  | 52.28             | ANNU REV IMMUNOL                | 16.78    | Nature                                   | 51.97    | Nature                          |
| 2  | 37.65             | Annual Review of Biochemistry   | 16.39    | Journal of Biological Chemistry          | 48.78    | Science                         |
| 3  | 36.83             | PHYSIOL REV                     | 16.38    | Science                                  | 19.84    | New England Journal of Medicine |
| 4  | 35.04             | NAT REV MOL CELL BIO            | 14.49    | PNAS                                     | 15.34    | Cell                            |
| 5  | 34.83             | New England Journal of Medicine | 8.41     | PHYS REV LETT                            | 14.88    | PNAS                            |
| 6  | 30.98             | Nature                          | 5.76     | Cell                                     | 10.62    | Journal of Biological Chemistry |
| 7  | 30.55             | Nature Medicine                 | 5.70     | New England Journal of Medicine          | 8.49     | JAMA                            |
| 8  | 29.78             | Science                         | 4.67     | Journal of the American Chemical Society | 7.78     | The Lancet                      |
| 9  | 28.18             | Nature Immunology               | 4.46     | J IMMUNOL                                | 7.56     | Nature Genetics                 |
| 10 | 28.17             | REV MOD PHYS                    | 4.28     | APPL PHYS LETT                           | 6.53     | Nature Medicine                 |